# کوه جرای
کوه جرای (به لاتین: Mount Jerai) یک کوه در مالزی است. کوه جرای ۱٬۲۱۷ متر بالاتر از سطح دریا واقع شده‌است.